# Hamburgsundsleden
Hamburgsundsleden är en allmän färjeled i Hamburgsund, mellan fastlandet och Hamburgö i Tanums kommun och drivs av Trafikverket Färjerederiet. Färjeleden är cirka 130 m lång.
Färjan Saga är en eldriven linfärja. Färjan har en vinsch för en elkabel, som matar ut respektive hämtar in kabeln när färjan rör sig. Elkabeln är kopplad till elnätet på Hamburgösidan. Färjan har en kapacitet på 18 personbilar per tur.
Under den intensiva sommartrafiken i det trånga sundet inträffar ibland kaotiska situationer på grund av ouppmärksamma fritidsskeppare. Inte sällan är de nära att hänga upp sina båtar på de sträckta vajrarna.